# Robby Malhoe
Sidperkaas (Robby) Malhoe (Bombay (Saramacca), 10 juli 1954 – 25 september 2023) was een Surinaams politicus. Hij was lid van De Nationale Assemblée voor de Nationale Democratische Partij (NDP). Tussen 2010 en 2015 raakte hij verwikkeld in een machtsstrijd binnen zijn partij in het district Saramacca.

## Biografie
Malhoe was gedurende vijf termijnen lid van De Nationale Assemblée (DNA), van 1987 tot en met 2010. Hij was lid van de NDP in de afdeling Saramacca.
In 2011 was er onrust rondom de benoeming van de lokale kandidaat Aroenkoemar Ramdhani geweest voor de functie van districtscommissaris, terwijl het hoofdbestuur Roline Samsoedien had aangedragen. Nadat Samsoedien de strijd om het voorzitterschap in 2012 ook nog eens in een interne verkiezing verloor tegen Clifton Koorndijk, schoof het hoofdbestuur in Paramaribo Malhoe in 2013 naar voren als politiek leider van de NDP-afdeling Saramacca. Vervolgens brak een strijd uit die gevoerd werd onder leiding van Malhoe met steun van het hoofdbestuur onder leiding van Ramon Abrahams, tegenover Koorndijk en Badrissein Sital – een oud-Bouterse-vertrouweling die tot dan toe een politiek leidende functie op zich had genomen in Saramacca. In bijzijn van Bouterse was de impasse op 5 september in Groningen zo hevig, dat er tussenkomst van de politie nodig was om de gemoederen te sussen. Besloten werd om nog twee bijeenkomsten te organiseren.
In weerzin van de groep Koorndijk/Sital werd Malhoe in januari 2014 door het Centraal Politiek Orgaan naar voren geschoven als de lokale NDP-coördinator van de verkiezingen van 2015. Ondertussen werd Ramdhani medio april van Saramacca naar Coronie overgeplaatst. Tijdens een afdelingsbijeenkomst in april 2014, waarbij de gemoederen uit de hand dreigden te lopen, nam Bouterse het besluit om het lokale voorzitterschap zelf eerst ter hand te nemen. Een week later kandideerden de structuren van Saramacca Koorndijk als lijsttrekker voor de verkiezingen. Uit onvrede dat Bouterse Malhoe naar voren had geschoven, overwoog Frits Moesafirhoesein in juli kortstondig om als eenmansfractie verder te gaan in DNA. Na een gesprek met Bouterse bleef hij toch lid van de NDP-fractie. Uiteindelijk legden Malhoe, Sital en Koorndijk zich eind juli bij het voorstel neer om oud-president Jules Wijdenbosch te benoemen als coördinator van Saramacca.
In de maanden erna verbeterden de verhoudingen in het district en werd er in november 2014 gesproken over een kandidatenlijst voor de verkiezingen waarop zowel Koorndijk als Malhoe's dochter Parveen Hassenmohamed-Malhoe zouden staan. Malhoe's dochter was een jaar eerder ook al in beeld geweest voor een plaats op de verkiezingslijst.
In februari 2015 ontstond er niettemin opnieuw onrust in het district, toen niet zijn dochter maar hij zichzelf naar voren schoof als toekomstige lijsttrekker van Saramacca. Op nummer 2 stond een Javaanse dame in plaats van Koorndijk. Hierop volgde grote weerstand vanuit de verschillende ressorten en door jongerenleiders, die vonden dat de kandidaten door de eigen structuren moesten worden gekozen. Vervolgens werd Malhoe uitgewisseld voor Jerrel Mahabier op nummer 1 en bleek Naomi Samidin met Javaanse voorouders door het hoofdbestuur op nummer 2 te zijn gezet. De ingreep van het hoofdbestuur in het lokale functioneren, had het politieke werk in Saramacca platgelegd, zo vertelde Koorndijk. Koorndijk sloot zich vervolgens kort voor de verkiezingen aan bij de nieuwe alliantie Mega Front. Op dezelfde dag legde Koorndijk zijn functie in het hoofdbestuur van de NDP neer.
Robby Malhoe overleed in 2023. Hij is 69 jaar oud geworden.